# Sukhasan
Sukhasan ou Sukh asan veut dire: s'asseoir confortablement, en sanskrit. Ces termes sont employés dans le sikhisme pour désigner la dernière prière de la journée, celle du soir. Le Guru intemporel, le Livre saint, le Guru Granth Sahib est alors fermé, et, emmené dans une pièce spéciale, le Sachkhand, pour la nuit. La prière qu'est l'Ardas est récitée ainsi que divers hymnes jusqu'à ce que les portes du gurdwara, le temple sikh, soient closes. Le matin afin de déposer le Guru Granth Sahib sur son autel diurne, la cérémonie se nomme prakaash, ou parkash karna.